# Ralf Liivar
Ralf Liivar (né le 2 avril 1903 à Tallinn à l'époque dans l'Empire russe et aujourd'hui en Estonie, et mort le 14 juin 1990 dans la même ville) est un joueur de football international estonien, qui évoluait au poste de défenseur.

## Biographie

### Carrière en sélection
Ralf Liivar reçoit 13 sélections en équipe d'Estonie, sans inscrire de but, entre 1924 et 1927.
Il joue son premier match en équipe nationale le 19 juin 1924, en amical contre la Turquie (défaite 1-4 à Tallinn). Il reçoit sa dernière sélection le 10 août 1927, en amical contre la Finlande (victoire 2-1 à Tallinn).
Il participe avec l'équipe d'Estonie aux Jeux olympiques de 1924. Lors du tournoi olympique organisé à Paris, il ne joue aucun match.
A trois reprises, il est capitaine de la sélection estonienne lors de l'année 1927.

## Palmarès
TJK
- Championnat d'Estonie (2) :
  - Champion : 1926 et 1928.
  - Vice-champion : 1927.